# Orgullo de Ciudad del Cabo
El Orgullo de Ciudad del Cabo es un evento anual del orgullo LGBT que finaliza con un desfile del orgullo celebrado en Ciudad del Cabo, Sudáfrica. Por lo general, comienza a fines de febrero y es una semana de festivales, fiestas y otros eventos.

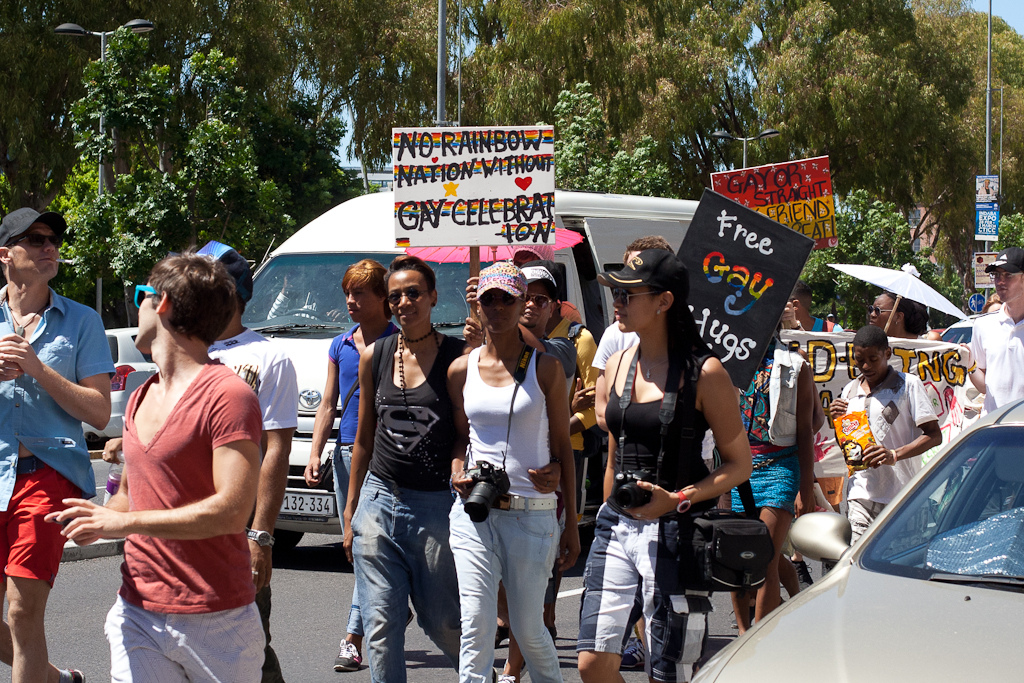
Marcha del orgullo LGBT de Ciudad del Cabo de 2014.

El primer desfile del orgullo sudafricano se llevó a cabo en Johannesburgo el 13 de octubre de 1990, el primer evento de este tipo en el continente africano. El primer desfile del orgullo en Ciudad del Cabo se llevó a cabo en 1993 y se ha llevado a cabo como un evento anual sujeto a interrupciones desde entonces.: 169 
El desfile se reanudó después de un período en 2001 como parte de un evento del Orgullo de Ciudad del Cabo de una semana de duración,: 172  del 10 al 17 de diciembre. El evento de 2001 fue recibido con una protesta organizada por organizaciones locales contra el aborto frente a la Iglesia del Sagrado Corazón en Somerset Road, donde se estaba llevando a cabo un servicio interreligioso de "Dignidad y diversidad" del Orgullo Gay.
El Orgullo de Ciudad del Cabo no se celebró en 2003 cuando el evento se trasladó a febrero. En 2006, el evento adoptó el tema "Uniendo las culturas de Ciudad del Cabo", en 2007 "El carnaval del amor", en 2009 "Pink Ubuntu - Uniendo las culturas de Ciudad del Cabo" y en 2011 "Ama nuestra diversidad".